# Bramble Reef
Bramble Reef är ett rev på Stora barriärrevet i Australien.   Det ligger cirka 60 km nordost om Ingham i delstaten Queensland.